# Futuna-aniwa
Le futuna-aniwa est une langue polynésienne parlée par 1 500 locuteurs sur les îles Futuna et Aniwa au Vanuatu. Il est aussi appelé Erronan ou West Futuna-Aniwa. Ses deux dialectes sont ceux de Futuna et d’Aniwa ; il existe des différences significatives entre les deux. C’est une langue distincte du futunien parlé à Futuna (à Wallis-et-Futuna). C’est une langue SVO.

## Origine et classification
Le futuna-aniwa fait partie des 15 langues polynésiennes parlées dans les exclaves polynésiennes. Les habitants de ces deux îles sont issus de migrations polynésiennes vers le Vanuatu, qui ont eu lieu après le peuplement initial de la Polynésie. Cependant, leur origine exacte est incertaine ; on sait que les exclaves « futuniques » sont originaires d'une zone regroupant Futuna, Wallis, Samoa, Tokelau et Tuvalu. 
Le futuna-aniwa descend du proto-polynésien. Du fait de l'évolution des recherches sur les langues polynésiennes, la classification du futuna-aniwa a varié selon les auteurs. 
En 1958, le révérend Arthur Capell a suggéré que le futuna-aniwa ne serait pas originaire d'une migration polynésienne postérieure au peuplement du triangle polynésien, mais au contraire qu'il serait une « relique laissée sur le chemin vers Fidji et la Polynésie », autrement dit qu'il serait une trace de la langue laissée par les austronésiens en chemin vers la Polynésie. Cette hypothèse est controversée, et n'a pas été reprise par la suite.
Selon la classification standard des langues polynésiennes, proposée par Pawley (1966) et Green (1966), le futuna-aniwa fait partie de la branche proto-samoïque outlier. Ethnologue classe le futuna-aniwa dans la sous-branche futunique (futunic), elle-même issue de la branche samoïque-outlier. Toutes les langues outlier ainsi que le futunien sont inclus dans cette liste par Ethnologue.
Cette classification a été remise en cause par Jeffrey C. Marck en 1999. Selon son modèle, le futuna-aniwa descend directement du proto-polynésien nucléaire (en anglais Proto-Nuclear Polynesian). Il le classe dans la même famille que le pukapuka, le futunien, le wallisien et les autres langues polynésiennes issues d'exclaves (outlier) : le mae, le mele-fila, le tikopia, l'anuta, le rennell-bellona et le fagauvea. La classification de Marck écarte définitivement l'hypothèse de Capell, puisqu'elle indique que les exclaves polynésiennes (dont Aniwa et Futuna) ont été peuplées bien après les migrations initiales de la Polynésie. Linguistiquement parlant, cela signifie que ces exclaves ont été peuplées après que le proto-polynésien de l'est (Proto-Eastern Polynesian) s'est séparé en plusieurs branches. Marck se montre très dubitatif sur l'existence d'un sous-groupe futunique. Cependant, en se basant sur les travaux de Bayard (1966, 1976), il estime que le futuna-aniwa est peut-être originaire du wallisien ou du futunien.
Enfin, Glottolog offre une sous-classification du futuna-aniwa plus détaillée. La langue est classée au sein de la branche « Outliers du Vanuatu-îles Loyauté » (Vanuatu-Loyalty Outliers), une sous-branche du polynésien nucléaire. Plus précisément, le futuna-aniwa se classe dans la sous-branche Mele-futuna. Cette dernières sous-branche comprend deux langues : le futuna-aniwa et le mele-fila.

## Situation sociolinguistique

### Une langue, deux dialectes
Le futuna-aniwa est composé de deux dialectes : le futuna (fesao Futuna en futuna-aniwa, lanwis Futuna en bichelamar), parlé à Futuna, et l'aniwa (fesao Aniwa en futuna-aniwa, lanwis Anima en bichelamar) parlé à Aniwa. Les locuteurs n'ont pas de terme général pour désigner la langue dans son ensemble. Les deux dialectes diffèrent légèrement au niveau morphologique et du lexique. En 1981, le futuna-aniwa comptait 600 locuteurs sur les deux îles.

### Répartition géographique
Du fait de leur environnement assez hostile, les deux îles ont vu partir un grand nombre de leurs habitants. Le recensement de 1989 fait état de 431 habitants à Futuna et 361 à Aniwa. Une bonne partie de la population a migré vers l'île voisine de Tanna (environ 400 personnes). En conséquence, le futuna-aniwa est également parlé par la diaspora sur l'île voisine de Tanna, notamment dans la zone de Lenakel. C'est en effet sur Tanna que se concentrent les services administratifs et les seuls collèges et lycées de la province de Taféa, ce qui a attiré des habitants provenant des îles alentour. Enfin, une partie de la population de Futuna a migré sur l'île d'Aneityum (environ 100 personnes).
Lynch et Crowley (2001) indiquent qu'aucune information précise n'est disponible sur les variétés parlées par ces locuteurs en diaspora. On ne sait pas s'ils ont développé des variétés distinctes ou si, par exemple, les deux dialectes ont eu tendance à se rapprocher.

### Influence sur les langues voisines
Du fait de leur proximité géographique, les îles de Futuna et d'Aniwa ont eu de très nombreux contacts avec l'île de Tanna. Ces échanges ont entraîné un grand nombre d'emprunts, notamment dans le lexique maritime : les langues de Tanna ont emprunté au futuna-aniwa des noms de vents, de poissons, de différentes parties d'un canoë, de techniques de pêche, etc. Ils ont été mis en évidence par John Lynch en 1994.
Ainsi, le mot tokorau (« vent d'ouest/sud-ouest », en futuna) se retrouve en lenakel (tokolau), en tanna du Sud-Ouest (tokolau) et en kwamera (takwarau). « Baleine » se dit tafora en futuna et tarafa en aniwa, ce qui a donné les mots tovura en sie, tɘpla en tanna du Nord, tapla en whitesands, toulhaai en lenakel et tanna du Sud-Ouest et tafra en kwamera. Le tableau suivant donne d'autres exemples d'emprunts au futuna-aniwa, relevés par Lynch :
| Traduction             | Reconstruction en proto-polynésien | futuna-aniwa                 | kwamera     | lenakel   | tanna du Nord | tanna du Sud-Ouest | sie      | whitesands | ura   |
| ---------------------- | ---------------------------------- | ---------------------------- | ----------- | --------- | ------------- | ------------------ | -------- | ---------- | ----- |
| « (être) calme (mer) » | *malino                            | marino (fut.)                | a/mərinu    | a/melinu  | ə/məlinu      | a/melinu           |          | ə/melinu   |       |
| « vent »               | *mataŋi                            | mtaŋi (fut.)                 | nə/mətaŋi   | nə/mataaŋ | metaŋ         | nə/mataaŋ          | ne/mtaŋi | nə/metaŋi  |       |
| « poisson-serpent »    |                                    | taŋaroa (fut.) taŋaro (anw.) | taŋalua     | taŋalua   | taŋalua       | taŋalua            | -        | -          |       |
| « pagayer »            |                                    | sua (fut.)                   | ə/sua       | a/sua     |               |                    | a/huwo   |            | a/sua |
| « hameçon »            | *matau                             | metao (fut.)                 | kwa-n/metau | nə/metau  | metao         | kwa-n/metau        |          | nə/metau   |       |

John Lynch estime que si le futuna-aniwa a pu avoir autant d'influence sur les langues de Tanna dans le domaine de la navigation, c'est parce que les habitants de Tanna avaient abandonné toute navigation en haute mer, et ces techniques (ainsi que le vocabulaire associé) ont été réintroduites au contact des populations polynésiennes de Futuna et d'Aniwa.

## Prononciation et écriture

### Consonnes
|            | Bilabiales | Labio-dentale | Alvéolaires | Palatale | Vélaires | Glottale |
| ---------- | ---------- | ------------- | ----------- | -------- | -------- | -------- |
| Occlusives | /p/ p      |               | /t/ t       |          | /k/ k    |          |
| Nasales    | /m/ m      |               | /n/ n       |          | /ŋ/ g    |          |
| Fricatives | /β/ v      | /f/ f         | /s/ s       | /ʃ/ j    |          | /h/ h    |
| Latérale   |            |               | /l/ l       |          |          |          |
| Battue     |            |               | /ɾ/ r       |          |          |          |

### Voyelles
|          | Antérieures | Centrale | Postérieures |
| -------- | ----------- | -------- | ------------ |
| Fermées  | /i/ i       |          | /u/ u        |
| Moyennes | /e/ e       |          | /o/ o        |
| Ouverte  |             | /a/ a    |              |

## Grammaire

### Pronoms personnels
Le futuna-aniwa distingue quatre nombres (singulier, duel, triel et pluriel) ; il fait également la distinction entre le « nous » exclusif et inclusif, mais ne différencie pas les genres (aia peut signifier aussi bien « elle » que « il »).
| Personne | Personne  | Singulier | Duel    | Triel    | Pluriel |
| -------- | --------- | --------- | ------- | -------- | ------- |
| 1re      | exclusive | avau, au  | akimaua | akimatou | akimea  |
| 1re      | inclusive | —         | akitaua | akitatou | akitea  |
| 2e       | 2e        | akoe      | akorua  | akotou   | akoua   |
| 3e       | 3e        | aia, eia  | akiraua | akiratou | akirea  |

Ainsi, akirea signifie « ils ou elles (quatre ou plus) », akoutou « vous trois » et akitaua « nous deux ».
Il existe aussi une forme suffixale des pronoms personnels qui intervient principalement dans les constructions possessives.
| Personne | Personne  | Singulier | Duel  | Triel  | Pluriel |
| -------- | --------- | --------- | ----- | ------ | ------- |
| 1re      | exclusive | -ku       | -maua | -matou | -mea    |
| 1re      | inclusive | —         | -taua | -tatou | -tea    |
| 2e       | 2e        | -u        | -rua  | -utou  | -ua     |
| 3e       | 3e        | -na, -no  | -raua | -ratou | -rea    |

## Exemples
| Mot    | Traduction |
| ------ | ---------- |
| terre  | kere       |
| ciel   | ragi       |
| eau    | vai        |
| feu    | afi        |
| homme  | tane       |
| femme  | fine       |
| manger | kaina      |
| boire  | inu        |
| grand  | sore       |
| petit  | sisi       |
| nuit   | po         |
| jour   | ao         |
| bateau | vaka       |